# Пут свиле
Пут свиле је назив за мрежу караванских путева чији је главни циљ било повезивање Средоземља с источном Азијом. Овај назив је први користио Фердинанд фон Рихтхофен, Немац који је живио у 19. веку, иако су још Византијци користили сличан назив.

## Настанак и историја
Још у најстарија времена постојале су везе између Кине и Европе. Заснивале су се на размени трговинске робе, омогућавале дипломатске контакте и доприносиле спознајама о другим културама. Те везе нису биле сталне, одвијале су се углавном преко посредника и увек наново биле прекидане и на дуже време када су трговина, саобраћај и размена информација били ометани.
Одлучујућа политичка претпоставка за потпуно отварање источног краја пута свиле била је кинеска експанзија према западу. У време владавине цара Вуа из династије Хан (141-87. п. н. е.), царство се готово удвостручило. На опасности на границама реагирао је освајањем непријатељских подручја. Његове војске продирале су далеко на север, југ и запад, освајајући бројне суседне државе. Победа над Чинг-нуима донела му је коначну контролу над средњом Азијом. Вуова војска заузела је Памир и Фергану, и тиме су могли да буду отворени путеви између Кине и Запада. Трговина путем свиле је процвала, а у главни град царства Хан долазе луксузна роба и путници са Запада.
Док је сад источни део пута био релативно безбедан, дуги сукоби између Римљана и Парта претили су да западни дио пута свиле претворе у бојно поље. Аугуст успева да дипломатском спретношћу склопи на неко време мир с Партима, што чини и западни део цесте безбеднијим, па трговина с далеким Истоком поново оживљава.
Пут свиле доживљава нови процват у време династије Танг (618—907) када она одузима Персијанцима превласт на Путу свиле. Други цар династије Танг, Танг Таизонг, доводи под своју контролу велике делове средишње Азије као и таримски басен. Византијци успевају да врате делове својих ранијих посједа у Азији, и тиме си осигуравају приступ Путу свиле. Византија остаје главно трговиште за робу с истока. У раздобљу „пет династија“ унутрашња стабилност династије Танг није могла да се одржи, па суседни народи поново нападају караване.
Одлучујући допринос директном повезивању Азије и Европе дали су Монголи у 13. веку. Монголска освајања омогућила су период редовних и разноврсних контаката. Чим би у новоосвојеним подручјима осигурали ред и стабилност, Монголи су успостављали контакте са странцима. Упркос својој огромној жељи за освајањем и влашћу, били су гостољубиви према страним путницима, па и у случајима кад су путници били из земаља чији владари нису признавали монголску власт. У то време поново долази до интензивног пораста размена роба, људи и знања.
Монголско царство није било дугог века. Већ 1262. године почиње распадање тог дивовског царства, иако је источни део под владавином Кублај-кана остао стабилан дуже време. Кинески национализам је поново оживео. 1368. године се у Кини прекида владавина странаца инсталирањем династије Минг која је заступала агресивну политику против монголских племена. Упркос миру у време владавине Монгола тим подручјима, трговина дуж пута свиле никада више није досегла обим као у време Танг династије. Трајно опадање значења пута свиле почело је још у време династије Сунг, а потицај том паду дао је пораст кинеске поморске трговине, а следом тога настајање нових трговишних центара у југоисточној Азији, као и велике царинске дажбине које су захтевали Арапи.
На поморским путовањима није било опасности дугих путовања и трошкова за посреднике. С порастом експанзије европских поморских сила на почетку новог доба Пут свиле коначно губи значење. Трговину Путем свиле замјењују бродови, а кинески трговци џункама долазе до Индије и Арабије. Од времена династије Сунг Европљани су били јако ограничени у трговању с Кином. У време поморске експанзије један од главних циљева био је поново открити морски пут до бајковитог Китаја (Кина). Тек 1514. Португалци стижу до Кине и брзо успостављају живу трговину, коју касније преузима Шпанија. Од средине 16. века Кина извлачи највећу добит од европских колонија у новом свету (Америка). Око 70% тамо добивених племенитих метала пребацивало се у Кину, како би се у Кини купила роба за Европу. С временом, бродови трговинских компанија замењују Пут свиле као везу с источном Азијом за набаву луксузне робе и уметничких предмета за племство у Европи.
У најновије време пут свиле поново добива на значењу. Градња путева, подстакнута открићем великих налазишта нафте у тим подручјима, олакшала је приступ тим непријазним, дивљим подручјима које се индустријализирају. Поново се отварају трговачки путови, а постају значајни и за туризам.

## Међуконтинентална размена путем свиле
Путем свиле нису се кретале само робе, зачини, свила, стакло и порцелан. С трговином су путовале и религије и културе. Тако је путем свиле у Кину и Јапан дошао и будизам и ту постао превладавајућа религија. И хришћанство је тим путем дошло до тадашњег главног града, како је документирано на једној каменој плочи у данашњем Си'ану. Дуж Пута свиле су до Арапа, а од њих касније и у Европу стигли знање о папиру и баруту.

### Трговина
За Запад је свила била најважнија трговачка роба која је пролазила Путем свиле. Цели пут је управо и добио име по том производу. Но, то име искривљује стварност трговине, јер су осим свиле тим трговачким путем размењиване и друге робе. Каравани који су ишли према Кини носили су, између осталог, злато, слоновачу, драго камење и стакло. Из Кине према Европи превожени су прије свега крзно, керамика, жад, бронза, лак и гвожђе. Уз пут, део тих добара замењиван је, и мењао је више пута власнике прије него би стигао на финално одредиште. Поред свиле, све до новијег времена врло важна роба за размену с југоисточном Азијом били су зачини. Користило их се не само као зачине, него и као лекове, анестетике, афродизијаке, парфеме али и за припрему „чаробних напитака“.
Но, свила је ипак била најважнији кинески производ. Развој ткања свиле може се пратити унатраг све до 2. миленија п. н. е. Производња свиле у количинама довољним и за извоз, развила се тек завршетком „времена посвађаних царства“ у 3. веку п. н. е. У то време је свила била изузетно редак материјал на Западу, као пурпур и стакло убрајала се у луксузну робу Римског царства. Скромну количину овог скупоценог материјала могли су да приуштите само најбогатији. У време Аугустовог мира, кад је и западни део Пута свиле био сигуран, римски горњи слој изражавао је повећану „глад“ за свилом, зачинима и драгуљима, хтели су да опонашају богати стил живота далеког Истока.

### Организација трговине
Велики проблем је била сигурност трговачких путева. Од Кине до Египта разбојници су нападали караване на најужим местима пута, отимајући робу. Због тога је царство Хан додељивало караванама посебну војну пратњу, а и продужили су Кинески зид уз каравански пут.
Организација међуконтиненталне трговине је била веома захтевна. Требало се на једном месту да окупи хиљаде животиња, велики број гонича и тоне трговачке робе, а онда све то покренути. Уз то, требало је да се брине о очувању живота људи и животиња на дугом путу уз тешке климатске и географске услове. Трговци обично нису путовали целим путем да би продали робу. Трговина се одвијала преко више посредника. Док су западни део пута свиле дуго контролисали Парти, а касније Сасаниди, у средишњим деловима Азије су разменом доминирала пре свега номадска племена. Као превозно „средство“ велики, вероватно и највећи, значај имале су двогрбе камиле пореклом из средишње Азије. Њихова предност над једногрбим је та што су мање осетљиве на температуру а имају и зимско крзно. Тим особинама су добро прилагођене обележјима континенталне климе која влада степама и брдским подручјима с великим висинским разликама. Због тих особина двогрбе камиле се користе од почетка трговинских односа.

### Размена култура и техничких новости
Размена техничких достигнућа, културних добара и идеологија догађала се мање смишљено и спорије од размене роба. Далека путовања свих врста, било из комерцијалних, политичких, дипломатских или мисионарских разлога, потицали су културну размену између различитих друштава. Песме, приче, религиозне идеје, филозофски назори као и научне спознаје размењивале су се између путника. Значајне технике, као производња хартије и штампање књига, хемијски процеси као дестилација и ефикаснија коњска опрема и јахаћи стремен проширили су се Азијом.

### Ширење вероисповести путем свиле
Нарочито дуготрајно добро које се ширило путем свиле биле су вероисповести. Тако је северним путем будизам стигао из Индије у Кину и Јапан, углавном у време Северне Веи династије у 4. и 5. веку. Ширење хришћанства источно од Мале Азије - с мањим изузецима - било је могуће тек са почетком Сасанидског краљевства у 3. веку. Иако хришћанство није никада постало превладавајућа вероисповест у средишњој и источној Азији, Пут свиле кориштен је за продирање до кинеских граница. У време Монголског царства несторијанско хришћанство, потекло од грчког теолога Несторија, било је културно оружје с којим се морало да калкулише.
Ширење хришћанства било је много скромније у поређењу с исламом који је далеко надмашио све друге религије.
Након Мухамедове смрти 632. године ислам се брзо шири Арабијом, а у следећих сто година осваја једну по једну старе римске провинције: прво Сирију, затим Египат па целу северну Африку. Ускоро западни крај пута свиле, а тиме и контрола укупне трансазијске трговине, долази под исламску контролу. Након освајања Персијског царства наставља се продирање ислама према истоку. У почетку се шири градовима на Путу свиле, а касније и у њихову ширу околину. И у средишњој Азији, Кини и Бенгалу а касније и у Индонезији настају муслиманске заједнице, али без војног освајања или политичке апсорпције.
Путем свиле ширили су се и зороастризам и манихејство, обоје персијског порекла.

### Ширење болести
Попут религиозних идеја или културних добара, путем свиле су се шириле су се и болести и инфекције. Путници су помагали узрочницима ширење у популације које нису имале ни наслеђен ни стечени имунитет на болести које изазивају. Тако је долазило до епидемија које су могле имати драматичне последице.
Најпознатији такав случај ширења болести путем свиле с врло озбиљним посљедицама било је избијање куге у 14. веку: У Кини куга избија 1330. године. Ова смртоносна болест која напада глодаре, а са животиња на људе ју преносе буве, и веома је заразна. Дуго времена се куга појављивала само у јужнокинеској покрајини Јунан. Почетком 14. века монголске јединице разносе заражене буве великим деловима Кине. Даље се куга брзо шири дуж пута свиле и стиже трговачким бродовима из Кафе на полуострво Крим 1348. и затим у средњу Европу. Овако брзо ширење куге посебно је било потпомогнуто преносом крзна.

## Значење пута свиле данас
Пут свиле данас има још само романтично, пустоловно значење. Путовања „трагом Марка Пола" привлаче све већи број туриста у ова забачена подручја. Кина је веома брзо спознала велики туристички потенцијал тих подручја, што је резултовало рестаурисањем разних објеката и споменика културе дуж Пута свиле, а бригу о тим објектима воде званичне инстанце. Поред тога, археолошким искапањима покушава да се уђе у траг начину живота ових подручја у том периоду. Путници дуж Такла-макан пустиње срећу пре свега рушевине градова и остатке шпиља. Но, најважнија занимљивост је становништво и њихов до данас сачуван исти начин живота.